# Каменецкий, Александр Феофанович
Александр Феофанович Каменецкий (4 февраля 1926 — 19 октября 2023) — советский и российский военный и общественный деятель, полковник. Заслуженный работник здравоохранения Российской Федерации (2002). Почётный гражданин Ярославской области (2018).

## Биография
Родился 4 февраля 1926 года в городе Малая Виска Кировоградской области Украинской ССР.
С 1941 года, в период Великой Отечественной войны, в возрасте пятнадцати лет, А. Ф. Каменецкий вместе со своими товарищами после оккупации гитлеровцами города Малая Виска ушёл в партизаны. В 1942 году он был схвачен гитлеровцами и посажен в подвал местного гестапо, там его подвергали многочасовым допросам и избиением, позже его и других подпольщиков загрузили в вагоны и отправили в концентрационный лагерь в Польшу, во время перевозки А. Ф. Каменецкому удалось бежать, но в тот же день он был пойман и после отсидки в тюрьме в городе Котовице он был отправлен в концентрационный лагерь. В 1944 году А. Ф. Каменецкий совершил побег из польского концлагеря и вскоре добрался до расположения советских войск. С 1944 года был определён в ряды Красной армии, участник Великой Отечественной войны в составе разведывательной роты 504-го гвардейского стрелкового полка 107-й гвардейской стрелковой дивизии и 27-й гвардейской механизированной дивизии — разведчик-радист, участник разведывательных операций в тылу врага, был ранен. Воевал на 1-м Украинском фронте, был участником освобождения Европейских городов, войну закончил в городе Прага. За участие в войне был награждён Медалью «За отвагу» и двумя Медалями «За боевые заслуги».
С 1945 года продолжил службу в Вооружённых силах, после окончания 32-й специальной авиационной школы служил бортмехаником и бортрадистом во 2-й авиационной дивизии особого назначения летать приходилось в такие европейские города как — Париж, Бухарест и Берлин. С 1949 года — инструктор-старший стрелок-радист Дмитровского отдельного испытательного авиационного отряда, был участником испытания самолётов Ил-12 в северных условиях.
С 1952 года после окончания Муромского военного училища связи, был назначен командиром учебного взвода школы подготовки младших командиров МВО. В 1956 году был назначен командиром роты связи, в 1959 году — командиром радиотехнического батальона Ивановской дивизии ПВО. С 1961 года после окончания Центральных офицерских курсов, был назначен — командиром 124-го узла связи. С 1970 по 1980 год был — начальником войск связи 3-го корпуса ПВО. В 1980 году в звании полковника вышел в отставку.
С 1980 по 2006 год, был организатором строительства и в течение двадцати шести лет являлся — директором пансионата «Ярославль». С 2006 года А. Ф. Каменецкий был назначен — руководителем Ярославского областного комитета «Российского Союза ветеранов». С 2010 года был избран — председателем Ярославского областного совета ветеранов войны, труда, Вооружённых Сил и правоохранительных органов.
22 июля 2002 года Указ Президента России «За заслуги в области здравоохранения» А. Ф. Каменецкому было присвоено почётное звание — Заслуженный работник здравоохранения Российской Федерации.
В 2013 году Президиумом Российского Союза ветеранов А. Ф. Каменецкому присвоено звание — Почётный председатель Ярославской областной организации «Российский Союз ветеранов».
4 июля 2018 года «За многолетнюю общественную деятельность, способствующую улучшению жизни населения Ярославской области, развитие ветеранского движения и большой личный вклад в патриотическое и нравственное воспитание молодёжи» А. Ф. Каменецкому было присвоено почётное звание — Почётный гражданин Ярославской области.
Скончался 19 октября 2023 года на 98-м году жизни.

## Награды
- Орден Дружбы (25.08.2011[6])
- Ордена Отечественной война II степени (6.04.1985[7])
- Орден «За службу Родине в Вооружённых Силах СССР» III степени
- Медаль «За отвагу»
- Две Медали «За боевые заслуги»
- Медаль «За трудовую доблесть»
- Медаль «За освобождение Праги»
- Медаль «За победу над Германией в Великой Отечественной войне 1941—1945 гг.»
- Орден «За мужество» III степени (Украина)

### Звания
- Почетный радист СССР (1950)
- Заслуженный работник здравоохранения Российской Федерации (22.07.2002[3])
- Почётный гражданин Ярославской области (04.07.2018 № 169[4])
- Почётная грамота Президента Российской Федерации (2016)